# Brochocoleus impressus
Brochocoleus impressus is een keversoort uit de familie Ommatidae. De wetenschappelijke naam van de soort is voor het eerst geldig gepubliceerd in 1995 door Ren.